# Fiat 500L
El Fiat 500L fue un automóvil monovolumen del segmento B, de cinco puertas y cinco plazas, producido por el fabricante italiano Fiat desde 2012 hasta 2022. Cuenta entre sus rivales al Citroën C3 Picasso, Chevrolet Spin, Ford B-Max, Kia Soul, Mini Countryman, Opel Meriva.

## Historia

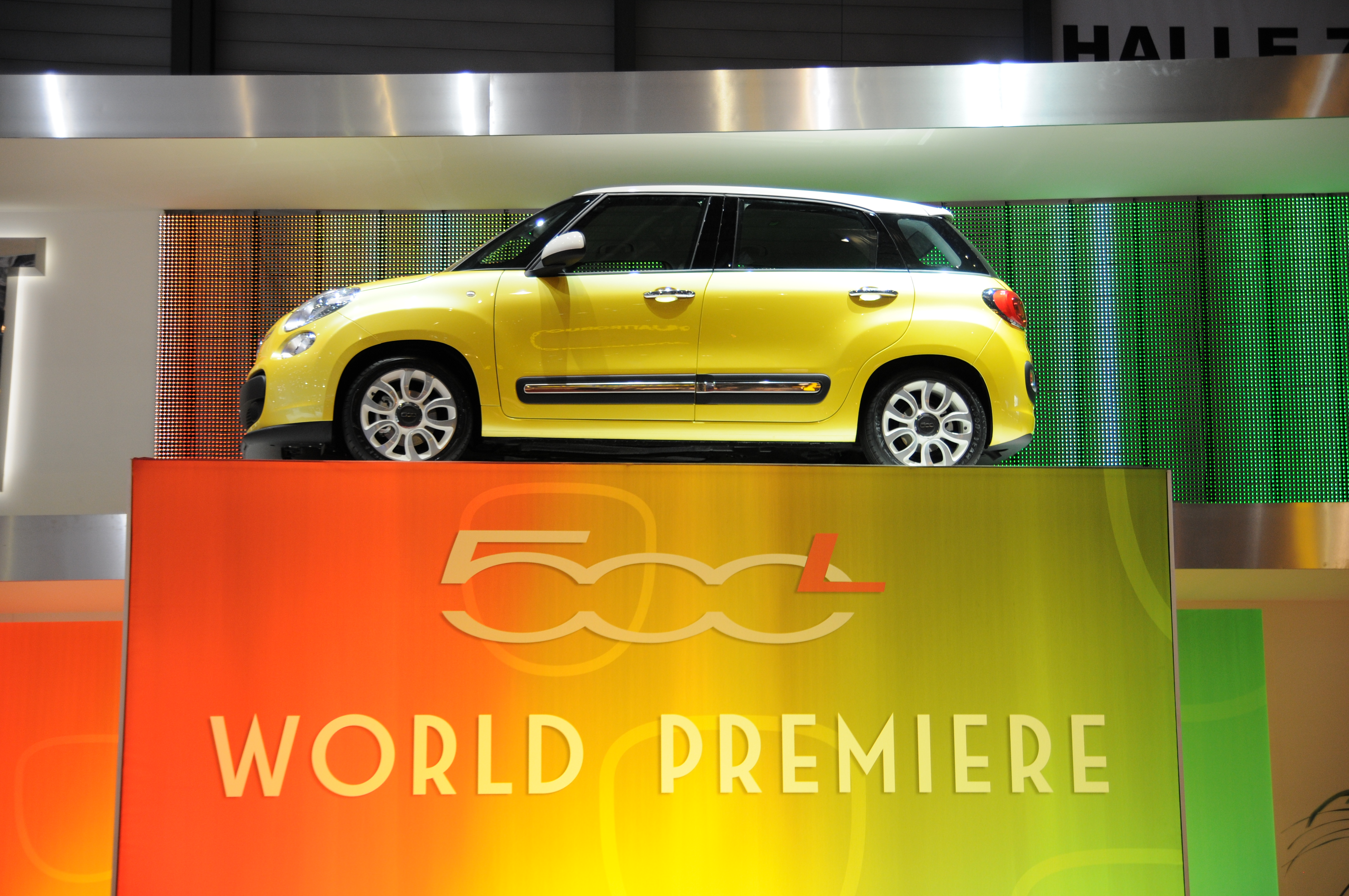
Presentación del 500L en el Salón del Automóvil de Ginebra.

Denominado durante su fase de desarrollo como Ellezero, L-Zero o L0, los primeros planes para su desarrollo y fabricación se dan a conocer el 21 de abril de 2010, en la presentación del plan de negocio de Fiat S.p.A. para el período 2010-2015. Fue diseñado para sustituir a los Fiat Idea y Fiat Multipla, y su fabricación se planteó inicialmente donde se venían fabricando estos, en la fábrica turinesa de Fiat Mirafiori. Finalmente los planes para su producción fueron cambiados y la producción se encargó a la nueva planta de FAS Kragujevac en Serbia.
Se presentó en 2012 en el Salón del Automóvil de Ginebra. Durante su presentación a la prensa se pudieron ver en primicia las formas del 500X, un nuevo modelo SUV de la familia 500. La fabricación se inició el 4 de julio de 2012. Su comercialización comenzó en Europa en el cuarto trimestre de 2012 y en Norteamérica a comienzos de 2013. Se indicó que la previsión mundial de ventas para el 500L era de 160.000 unidades anuales y que se comercializaría en más de cien países. Su precio se anunció que comenzaría en los 16.000 €. En 2012 se dieron a conocer los planes para una futura versión alargada del modelo con capacidad para siete pasajeros denominada 500XL Su principal mercado será los Estados Unidos, donde será presentado en 2013 en el Salón del Automóvil de Detroit.
En octubre de 2012 se anunciaron nuevas mecánicas que llegarían en 2013: una caja Dualogic en combinación con el motor JTD de 85 CV, un nuevo motor JTD de 105 CV, una versión NaturalPower del motor TwinAir y un potente un motor Turbo MultiAir de 165 CV asociado a una caja de seis relaciones, manual o de doble embrague en seco DDCT. En noviembre de 2012 se conoció que en el Salón del Automóvil de Los Ángeles de 2012 se presentaría la versión para los Estados Unidos del 500L y la versión todocamino 500L Trekking. El modelo se comenzó a comercializar en Norteamérica en junio de 2013. En julio de 2013, y debido al retraso de la comercialización del 500L en el mercado ruso, la previsión mundial de ventas se redujo a entre 110.000 y 140.000 unidades al año. Ese mismo mes se presentaba el Fiat 500L Living, la versión de siete plazas. A finales de 2013 se anunciaron nuevos motores de 120 CV para el modelo, el JTD con tecnología MultiJet II de gasóleo en octubre y el T-Jet de gasolina en el mes de diciembre.

## Descripción

### Diseño

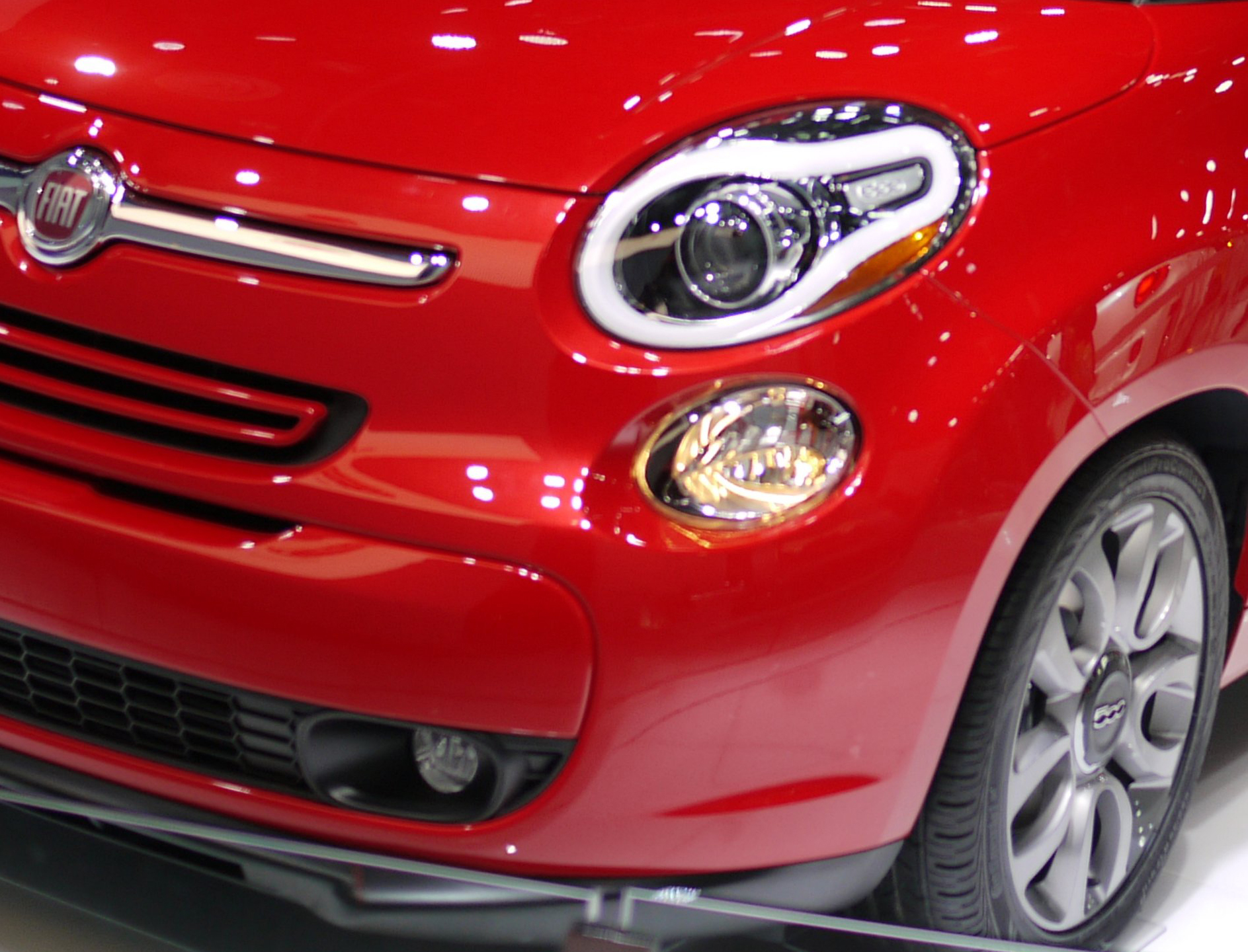
Frontal de la versión americana.

#### Exterior
El diseño exterior, obra de Andreas Wuppinger, está inspirado en el Fiat Multipla de 1956 y sobre todo en el Fiat 500. Sin embargo las medidas externas son mucho más grandes que las de este último: mide 60 cm más largo, 16 más ancho y 18 más alto que el 500. Presenta líneas suaves con soluciones estéticas parecidas a las ya vistas en el Fiat Panda. El parabrisas se encuentra muy adelantado para beneficiar el espacio interior y sus montantes son dobles y muy finos. Las puertas son de gran tamaño. La superficie acristalada es muy amplia y rodea todo el habitáculo. Dispone de generosas protecciones en las puertas, negras en cualquier caso en el mercado europeo y del color de la carrocería para los modelos exportados a Norteamérica, en los que también los faros tiene un aspecto más alargado. Cuenta con 333 combinaciones de colores diferentes resultado de once colores para la carrocería, tres colores para el techo y cuatro tipos de llantas. Además es posible personalizar el color de los espejos retrovisores y equiparlo con diferentes accesorios plateados para el exterior.

#### Interior

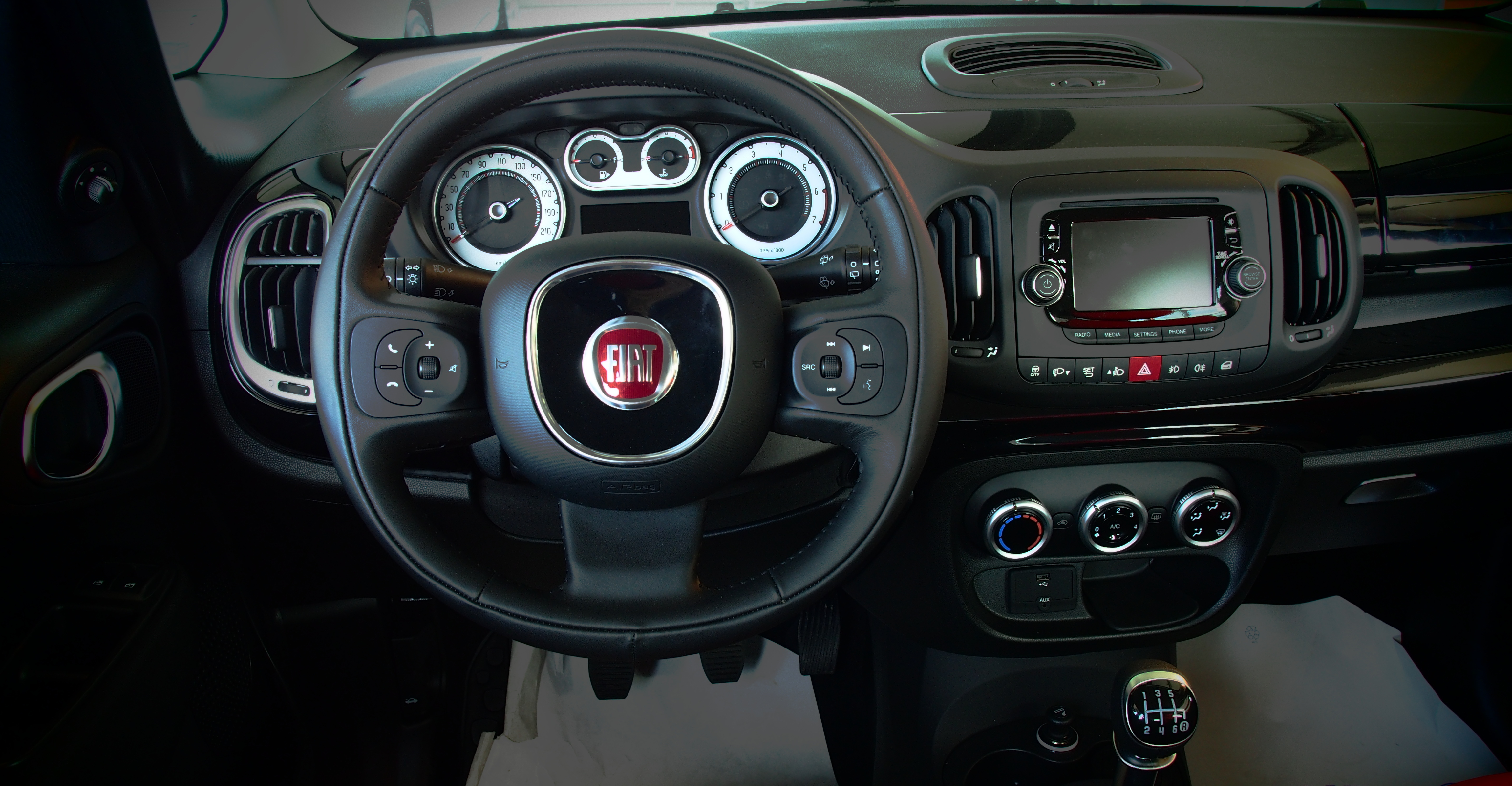
Salpicadero del 500L

El interior ha sido diseñado por el español Virgilio Hernández Paesa. Cuenta con más de 1.500 configuraciones interiores diferentes y puede albergar a cinco ocupantes adultos con holgura. Dispone de 22 compartimentos portaobjetos, entre ellos una doble guantera en el salpicadero, que como en el Fiat 500 puede estar pintado en el color de la carrocería. Puede contar con el techo solar más grande de su categoría, de 1.5m², abrible eléctricamente o fijo panorámico, ambos con cortinilla motorizada.
El asiento del copiloto se puede plegar hacia adelante, pudiendo usarse como mesa al estar acabado el respaldo del asiento con un material duro. Los asientos traseros cuentan con un espacio para las piernas significativo y se pueden desplazar longitudinalmente hasta diez centímetros y reclinar en dos secciones divididas en 2/3 y 1/3. Para establecer la longitud interior disponible se tomó como referencia las medidas de algunas series de muebles de Ikea. Con los asientos delanteros y traseros plegados es de 2,40 metros.
La capacidad del maletero es de 343 litros con los asientos retrasados y hasta 1.310 litros con ellos abatidos. Además, el maletero cuenta con un sistema de doble fondo cuya tapa puede colocarse en hasta tres alturas diferentes denominado Cargo Magic Space.

### Equipamiento
Está disponible inicialmente en cuatro niveles de equipamiento diferentes que son Pop, Pop Star, Easy y Lounge. En función al nivel de acabado puede tener de serie o en opción Cruise Control, elevalunas eléctricos en las cuatro puertas, climatizador automático bi-zona, panel de instrumentos con pantalla multifunción, sistema de personalización My Car, toma de corriente de 12 voltios, cierre y apertura con mando a distancia o espejo retrovisor adicional para las plazas posteriores. Los asientos cuentan con múltiples opciones de configuración en función al equipamiento como pueden ser los reposabrazos para el asiento trasero, del conductor y del acompañante o calefacción y ajustes en altura y apoyo lumbar para los asientos delanteros. Los asientos delanteros cuentan además con perchas en sus respaldos.
Opcionalmente, el Fiat 500 L puede contar como accesorio con una cafetera italiana de la marca turinesa Lavazza. Se encuentra ubicada en el espacio portalatas situado entre los asientos delanteros integrada en una consola específicamente diseñada. Utiliza las mismas cápsulas de café que las cafeteras domésticas tradicionales, se alimenta de la electricidad del automóvil y cuenta con cuatro tazas específicas. El Fiat 500L es el primer automóvil en poder contar con una cafetera como accesorio de fábrica.
Cuenta con un catálogo de más de 140 accesorios.
En sustitución de la rueda de repuesto se puede optar por un kit de reparación rápida de pinchazos Fix&Go.

#### Infoentretenimiento
El Fiat 500L cuenta con un sistema UConnect de nueva generación con pantalla táctil de 5 pulgadas de serie, con la que se puede gestionar el equipo de sonido del automóvil y otras funciones. Puede integrar el sistema manos libres Blue&Me con el que manejar mediante mandos en el volante o comandos de voz la música y diferentes funciones del teléfono móvil como recibir y realizar llamadas, leer SMS o escuchar música o radios digitales por streaming de Bluetooth desde un teléfono inteligente. Además la opción Blue&Me cuenta con conexión USB e información en tiempo real de ecoDrive, sistema del grupo para reducir los consumos y emisiones. El sistema de infoentretenimiento permite descargar a voluntad diferentes aplicaciones para conocer las últimas actualizaciones en las redes sociales, el tráfico en tiempo real o el estado del tiempo. Posteriormente (junio de 2013) aparecerá una versión de 6,5" más avanzada del sistema que incorporará funciones de navegación GPS. En colaboración con TomTom también se ofrece un navegador TomTom Live portátil con pantalla de 4.3 pulgadas y base de conexión específica situada en el salpicadero.
El equipo de sonido de serie puede ser mejorado por uno desarrollado por Beats Audio con amplificador con DSP de ocho canales, subwoofer en el maletero y seis altavoces.

### Seguridad

#### Activa
El Fiat 500L cuenta de serie o en opción con varios sistemas de seguridad activa. El sistema de control de estabilidad (ESC) se complementa con el de control de tracción (ASR), el control deceleración del motor (MSR), el sistema Hill Holder de ayuda al arranque en rampas, el de reparto electrónico de frenada (EBD), la dirección electrónica activa Dynamic Steering Torque (DST), el sistema electrónico antivuelco (ERM), la ayuda a la frenada en situaciones de emergencia (AEB), el sistema Prefill y el frenado automático en condiciones de baja velocidad City Brake Control. Los frenos son de disco para las cuatro ruedas en todas las versiones. El sistema de iluminación cuenta con luces antiniebla con función cornering y luces diurnas, con tecnología led para el mercado norteamericano. Como opción tiene la posibilidad de montar espejo retrovisor electrocrómico, sensores posteriores de aparcamiento o cámara de visión posterior para el mercado americano.

#### Pasiva
El 500L fue diseñado en el Centro Sicurezza Fiat para superar las pruebas de choque europeas y estadounidenses. Entre otras medidas de seguridad pasiva cuenta pretensores pirotécnicos con limitador de esfuerzo, reposacabezas en todas sus plazas y airbags frontales, laterales, de cortina y para las rodillas del conductor. En las pruebas europeas de choque organizadas por el organismo EuroNCAP obtuvo la máxima calificación, cinco estrellas, y un 94% de los puntos posibles en protección de adultos.

### Plataforma y carrocería
El 500L fue el primer automóvil en utilizar la Plataforma Small de Fiat, una nueva plataforma modular global que toma como base la del Fiat Grande Punto y a la que se le han realizado importantes modificaciones. En el 500L se presenta con vías agrandadas, siendo similares a las del Fiat Bravo. En el 500L la carrocería alcanza 111.700 daNm/rad de rigidez torsional y su CX es de 0,30.

### Suspensión y dirección
La suspensión delantera es independiente de tipo MacPherson con barra estabilizadora. La trasera es de ruedas interconectadas por eje de torsión y barra estabilizadora.
La dirección es Dualdrive eléctrica con dos lógicas de funcionamiento: Normal y City para una mayor asistencia en entornos urbanos. La asistencia es de endurecimiento variable según la velocidad y dispone de retorno activo.

### Motorizaciones
Inicialmente las mecánicas posibles en el Fiat 500 L serán tres. Dos motores de gasolina y uno Diésel. Los motores gasolina serán un motor FIRE de 1,4 litros con 16 válvulas de 95 CV y, por primera vez, un motor TwinAir bicilíndrico de 0,9 litros de desplazamiento con turbo y tecnología MultiAir con dos lógicas de funcionamiento: normal que genera 105 CV o 98 CV en modo ECO. El Diésel será un motor JTD de 1,3 litros de desplazamiento con turbo y tecnología MultiJet II con 85 CV. Posteriormente la gama de mecánicas se ampliará con una caja de cambios Dualogic asociada al motor JTD de 85 CV, un nuevo motor diésel con 1,6 litros de desplazamiento que desarrolla 105 CV y un MultiAir de gasolina de 1,4 litros de desplazamiento y 165 CV. Este último acoplado a una caja de cambios manual o de doble embrague de 6 relaciones, con levas en el volante para la versión europea.

#### Combustibles alternativos

##### Gas natural Comprimido (GNC)
A lo largo de 2013 estará disponible en ciertos mercados una nueva versión NaturalPower del motor TwinAir movida por gasolina o GNC.

##### Gas licuado del petróleo (GLP)
También se ha anunciado una versión EasyPower movida por gasolina o GLP.

### Transmisiones
El Fiat 500L cuenta con tracción delantera en todas sus versiones. Inicialmente todas las cajas de cambio son manuales de cinco o seis relaciones. Posteriormente a ellas se sumó en ciertas motorizaciones o mercados una Dualogic robotizada de cinco relaciones y una DDCT de seis relaciones y doble embrague en seco.

### Tabla resumen de mecánicas

#### Europa
| Mecánica                 | Inicio | Fin | Familia | Tecnología                  | Combustible    | Cil. | Cubicaje (cc.) | Vál. | Potencia (CV/ rpm) | Par (Nm/ rpm) | Vel. máx. (km/h) | Aceleración 0-100 km/h (s) | Consumo (l/100km) | Emisión CO2 (g/km) | S&S | Transmisión                   | Rel. |
| ------------------------ | ------ | --- | ------- | --------------------------- | -------------- | ---- | -------------- | ---- | ------------------ | ------------- | ---------------- | -------------------------- | ----------------- | ------------------ | --- | ----------------------------- | ---- |
| 0.9 TwinAir              | Debut  |     | TwinAir | MultiAir Turbo              | Gasolina       | 2L   | 875            | 8    | 105/ 5500          | 145/ 2000     | 180              | 12,3                       | 4,8               | 112 EURO 6         | Si  | Delantera Manual              | 6    |
| 1.4 FIRE                 | Debut  |     | FIRE    |                             | Gasolina       | 4L   | 1368           | 16   | 95/ 6000           | 127/ 4500     | 170              | 12,8                       | 6,2               | 145 EURO 6         | No  | Delantera Manual              | 6    |
| 1.4 T-Jet                | 2013   |     | T-Jet   | Turbo                       | Gasolina       | 4L   | 1368           | 16   | 120/ 5000          | 215/ 2500     | 189              | 10,2                       | 6,9               | 159 EURO 6         | Si  | Delantera Manual              | 6    |
| 1.3 JTDm                 | Debut  |     | JTD     | MultiJet II Turbo           | Gasóleo        | 4L   | 1248           | 16   | 85/ 3500           | 200/ 1500     | 165              | 14,9                       | 4,2               | 110 EURO 5         | Si  | Delantera Manual              | 5    |
| 1.3 JTDm Dualogic        | 2013   |     | JTD     | MultiJet II Turbo           | Gasóleo        | 4L   | 1248           | 16   | 85/ 3500           | 200/ 1500     | 164              | 15,1                       | 4,0               | 105 EURO 5         | Si  | Delantera Automática Dualogic | 5    |
| 1.6 JTDm                 | 2013   |     | JTD     | MultiJet II Turbo           | Gasóleo        | 4L   | 1598           | 16   | 105/ 3750          | 320/ 1750     | 181              | 11,3                       | 4,5               | 117 EURO 5         | Si  | Delantera Manual              | 6    |
| 1.6 JTDm                 | 2013   |     | JTD     | MultiJet II Turbo           | Gasóleo        | 4L   | 1598           | 16   | 120/ 3750          | 320/ 1500     | 189              | 10,7                       | 4,6               | 120 EURO 6         | Si  | Delantera Manual              | 6    |
| 0.9 TwinAir NaturalPower | 2013   |     | TwinAir | MultiAir NaturalPower Turbo | GNC y gasolina | 2L   | 875            | 8    | 80 5500            | 140 2500      | 167              | 15                         | 3,9               | 105 EURO 5         | Si  | Delantera Manual              | 6    |

#### América
| Mecánica                | Inicio | Fin | Familia | Tecnología     | Combustible | Cil. | Cubicaje (cc.) | Vál. | Potencia (CV/ rpm) | Par (Nm/ rpm) | Vel. máx. (km/h) | Aceleración 0-100 km/h (s) | Consumo (l/100km) | Emisión CO2 (g/km) | S&S | Transmisión               | Rel. |
| ----------------------- | ------ | --- | ------- | -------------- | ----------- | ---- | -------------- | ---- | ------------------ | ------------- | ---------------- | -------------------------- | ----------------- | ------------------ | --- | ------------------------- | ---- |
| 1.4 MultiAir Turbo      | 2013   |     | T-Jet   | MultiAir Turbo | Gasolina    | 4L   | 1368           | 16   | 160/ 5500          | 250/ 2500     |                  |                            |                   |                    | No  | Delantera Automática      | 6    |
| 1.4 MultiAir Turbo DDCT | 2013   |     | T-Jet   | MultiAir Turbo | Gasolina    | 4L   | 1369           | 16   | 160/ 5500          | 250/ 2500     |                  |                            |                   |                    | No  | Delantera Automática DDCT | 6    |

## Ediciones especiales y limitadas

### 500L Opening Edition
La primera serie especial del 500L se puso a la venta en 2012 con motivo del lanzamiento comercial del vehículo. En España, las unidades de la serie contaban con techo solar fijo, pintura bi-color, logo específico de la serie sobre el marco de las puertas delanteras y un equipamiento más amplio que el habitual.

## Versiones

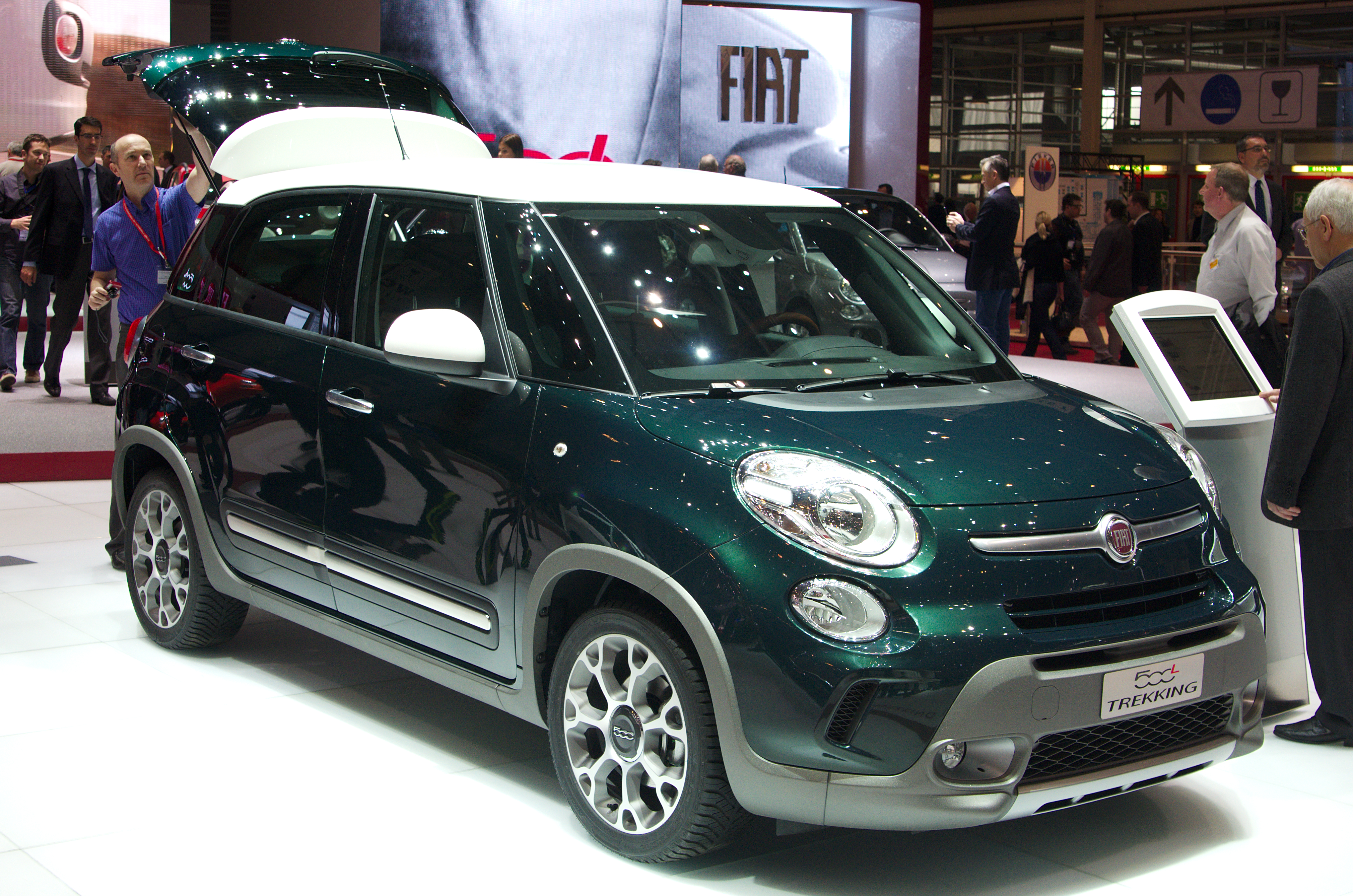
Fiat 500L Trekking

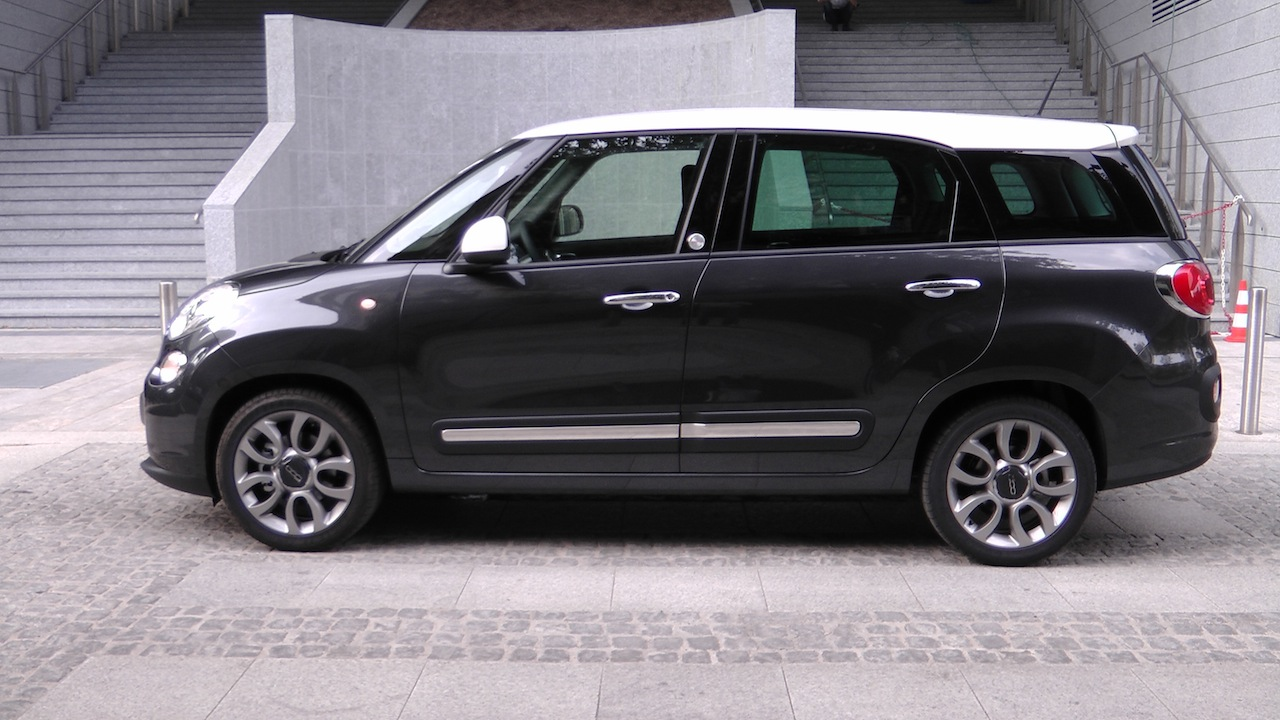
Fiat 500L Living

### 500L Trekking
El Fiat 500L Trekking es la versión todocamino del modelo. El espacio disponible entre los bajos del automóvil y el suelo se ha aumentado en 13 mm y cuenta con mayores protecciones para la carrocería, la cual crece otros 11 cm. Mantiene el esquema de tracción delantera, pero el control de tracción ha sido específicamente diseñado para funcionar dentro y fuera de vías asfaltadas hasta los 30 km/h.

### 500L Living
El Fiat 500L Living, conocido antes de su lanzamiento comercial como Fiat 500XL, aumenta hasta siete las plazas del 500L ampliando unos 20 cm el voladizo posterior. Dispuestos en tres filas, los asientos de la tercera fila pueden ir plegados en el doble fondo del maletero cuando no se utilizan.

## Publicidad

### Campaña de lanzamiento en Europa
Con motivo del lanzamiento del Fiat 500L la marca produjo una campaña publicitaria bajo el eslogan "crescere e' cool", "crecer mola" en español. El anuncio para televisión, que se puso en el aire el 16 de septiembre de 2012, fue creado por la agencia publicitaria Leo Burnett y dirigido por Thierry Poiraud. En él unos niños sentados en los asientos traseros de un Fiat 500L recorren la ciudad y, con un gesto en ele que recuerda a la letra que da nombre al modelo y similar al que se hace con los dedos en las pantallas táctiles, agrandan y reducen objetos, animales y personas. Se rodó en la ciudad de Madrid y la canción que acompaña al anuncio es una versión de "All Together Now" del álbum Yellow Submarine de The Beatles.

#### España
En España las 200 primeras unidades del 500L se pudieron adquirir a través Ticketmaster, portal de Internet dedicado a la venta de entradas para espectáculos. Los interesados en el modelo podían reservar una de las 200 unidades de la edición limitada Opening Edition del 500L y acceder a un espectáculo denominado “El 500 Más Grande del Mundo” que se celebró en el Parque Warner el 28 de octubre de 2012. Las 200 primeras unidades se agotaron en un solo día.

### CrecerMolApp
Además de las acciones publicitarias en medios de comunicación, para el lanzamiento del 500L Fiat lanzó una aplicación de realidad aumentada denominada CrecerMolApp. Disponible para tabletas y teléfonos inteligentes con sistemas operativos Android o iOS, fue diseñada por la empresa española Dommo. La aplicación, tomando la foto de un Fiat 500, permite transformarlo en el 500L, verlo desde diferentes ángulos usando los acelerómetros, configurarlo y compartir la foto en diversas redes sociales.

### Fiat Likes U
En Italia la firma, en colaboración con el Ministerio de Educación, puso en marcha en diferentes universidades un proyecto de coches compartidos denominado "Fiat Likes U" para incentivar la movilidad sostenible. Los estudiantes de las universidades de Turín, Roma, Milán, Salerno, Parma, Cosenza, Pisa y Catania podían compartir varias unidades de los Fiat 500L y Fiat Panda reservando los viajes a través de una web dedicada. Paralelamente el grupo automovilístico puso en marcha un sistema de becas universitarias entre otras acciones.

### Campaña de lanzamiento en América del Norte

#### Invasión italiana
Para el lanzamiento del 500L en Estados Unidos, la agencia Doner se basó en un capítulo de la Guerra de Independencia de los Estados Unidos para crear un divertido anuncio de televisión de un minuto de duración dirigido por Paul Goldman. En una clara burla a la principal marca competidora de Fiat, la brítánica MINI, se muestra a Paul Revere alertando a sus compatriotas estadounidenses cuando cree avistar a las tropas británicas acercándose para poco después darse cuenta de que en realidad son los italianos llegando a bordo varios Fiat 500 y 500L. Inmediatamente los estadounidenses reaccionan abandonando el té para pasarse al café, los pubs son conviertidos en clubs y cambian peinados y vestimentas de corte conservador por otros mucho más modernos y estilizados mientras suena una versión de Children of the Revolution de T. Rex.

#### Familia italiana
El comercial trata de que un Fiat 500 se encuentra con una camioneta y la camioneta persigue al 500. Cuando la camioneta acorrala al 500 aparece un 500 Abarth , un 500s,un 500c,una 500l y al último llega un Fiat 500x y el 500 ahuyenta a la camioneta

## Fábricas
Inicialmente planeada para la fábrica de Fiat Mirafiori en Turín, la producción del Fiat 500L fue encargada a la planta de FAS Kragujevac, en Serbia. La planta anteriormente propiedad de Zastava Automobili, fabricante de los Yugo, fue completamente renovada tras su adquisición por Fiat S.p.A. Para ello se realizó una inversión de más de 1.000 millones de € y ha sido calificada como una de las más modernas de Europa.